# سلاحف عنقودية
سلاحف عنقودية أو رَقّيَات (الاسم العلمي Chelidae) هي واحدة من ثلاث فصائل حية من سلاحف جانبية الرقبة.أعطانها في أستراليا وغينيا الجديدة وأجزاء من إندونيسيا وفي معظم أنحاء أمريكا الجنوبية. وهي فصيلة كبيرة من السلاحف مع تاريخ هائل من الأحفوريات يعود تاريخها إلى العصر الطباشيري. يعود أصل الفصيلة بالكامل إلى غندوانا، حيث لم يعثر على أعضاء خارج غندوانا، سواء في الوقت الحاضر أو الأحفوري. من أجناسها رق.